# Niki Caro
Nikola Jean Caro MNZM (Wellington, 20 de setembro de 1966) é uma diretora de cinema e roteirista neozelandesa. Após se formar em belas-artes na Universidade de Auckland, obteve uma pós-graduação em cinema através da Universidade de Tecnologia de Swinburne e começou sua carreira desenvolvendo documentários e curta-metragens, incluindo Sure to Rise (1994), indicado ao Palma de Ouro. Depois de alcançar o reconhecimento internacional com a divulgação de Whale Rider (2002), atuou como diretora no episódio piloto de Anne with an E (2017) e na adaptação em live-action de Mulan (2020).